# 西藏螺序草
西藏螺序草（学名：Spiradiclis xizangensis）为茜草科螺序草属下的一个种。

## 扩展阅读
- 維基物種上的相關：西藏螺序草